# Lucien Draveny
Lucien Draveny, né le 19 juin 1896 à Lille (Nord) et mort le 23 octobre 1991 à Paris (XIXe arr.), est un résistant et homme politique socialiste français.

## Biographie
Fils d'une couturière et d'un plombier, Lucien Draveny est orphelin de père à l'âge de sept ans. Il déménage alors à Ay, dans la Marne, où se trouvent les racines familiales de sa mère.
Cordonnier à Port-à-Binson, puis Vertus et Dormans, il exerce ensuite à Châlons-sur-Marne. Mobilisé en 1914, il est décoré de la Croix de Guerre et de la Croix du Combattant.
À son retour, il adhère à la SFIO. Partisan de l'unité avec les communistes, il appartient à la tendance Bataille socialiste. Dans les années 1930, il est secrétaire adjoint de la fédération socialiste de la Marne, dirigée par Émile Vanrullen.
En 1938, il est exclu du parti pour avoir négocié un accord de fusion des structures locales du parti avec les communistes, mais il est rapidement réintégré, et même porté aux fonctions de secrétaire fédéral de la SFIO.
Pendant la guerre, il participe dès fin 1941 à la reconstruction du parti socialiste, interdit, et est actif dans la résistance, ce qui lui vaut d'être arrêté et détenu en juin 1944, mais finalement relâché. Il sera plus tard décoré de médaille militaire, de la médaille de la résistance et de la légion d'honneur.
Membre de la délégation spéciale chargée d'administrer la ville de Châlons-sur-Marne à la Libération, il est aussi secrétaire fédéral de la SFIO, puis devient, de 1945 à 1953, adjoint au maire de Chalôns.
Tête de liste socialiste dans la Marne pour l'élection de la première, puis de la deuxième constituante, il obtient 25,8 % puis 18,3 % des voix, et est élu député. En novembre 1946, il est réélu avec 14,8 % des voix, puis de nouveau en 1951, uniquement grâce aux apparentement (avec le MRP, les radicaux et une liste de « défense des contribuables »), car le score de la SFIO passe à 11,2 %.
Député très assidu, il intervient dans de nombreux domaines, mais est surtout actif au sein de la commission des pensions, sans pour autant que son action soit marquante.
En 1956, il abandonne la vie politique, ne se représente pas aux législatives, et se consacre ensuite à ses activités professionnelles.

## Sources
- Ressource relative à la vie publique :   - Base Sycomore
- Dictionnaire biographique du mouvement ouvrier, notice de Georges Clause et Gilles Morin